# Orrin Hatch
Orrin Grant Hatch (ur. 22 marca 1934 w Pittsburghu, zm. 23 kwietnia 2022 w Salt Lake City) – amerykański polityk, senator ze stanu Utah (wybrany w 1976 i ponownie w 1982, 1988, 1994, 2000, 2006 i 2012), w latach 2015–2019 przewodniczący pro tempore Senatu, członek Partii Republikańskiej. W wyborach w 2018 nie ubiegał się o ósmą senatorską kadencję.
Jego następcą został były gubernator stanu Massachusetts oraz kandydat Partii Republikańskiej na Prezydenta Stanów Zjednoczonych w wyborach w 2012 roku Mitt Romney.

## Odznaczenia
- Prezydencki Medal Wolności (2018)[2]
- Secretary of the Air Force Distinguished Public Service Award (2018)[3]
- Krzyż Komandorski Orderu Gwiazdy Rumunii (Rumunia, 2017)[4]
- Order Księcia Branimira (Chorwacja, 2018)[5]